# Slovensko akademsko tehniško-naravoslovno združenje
Slovensko akademsko tehniško-naravoslovno združenje (SATENA) je društvo raziskovalcev, profesorjev in razvijalcev s podorčja tehnike in naravoslovja, ki prenašajo razvojne dosežke iz akademskih v gospodarska okolja. 
Združenje je bilo ustanovljeno 20. novembra 1994. Sodeluje z Inženirsko akademijo Slovenije (IAS). Soustanovitelja društva sta bila prvi predsednik, Janez Peklenik, in prvi tajnik, Matjaž Gams. Zdaj je njegov predsednik Andrej Kitanovski.